# Nomada rubi
Nomada rubi är en biart som beskrevs av Swenk 1915. Nomada rubi ingår i släktet gökbin, och familjen långtungebin. Inga underarter finns listade i Catalogue of Life.